# Registrant
Ein Registrant ist ein Assistent eines Organisten, der während der laufenden Darbietung eines Musikstücks an vorher festgelegten Stellen die Registrierung wechselt oder Spielhilfen aktiviert oder abschaltet. Zusätzlich ist er als Notenwender tätig.
Meist kann ein Registrant selbst Orgel spielen, zumindest aber muss er das Notenlesen gut genug beherrschen, um das dargebotene Werk sicher mitlesen und gleichzeitig das Registerwerk der Orgel bedienen zu können.

## Aufgaben
Im gottesdienstlichen Einsatz einer Orgel oder bei der Aufführung einfacher Werke wird die Registrierung vom Organisten selbst durchgeführt. Registranten werden erforderlich bei der konzertanten Darbietung aufwändiger Orgelwerke mit vielen Registerwechseln, soweit die Orgel keine programmierbaren Kombinationen besitzt, die einen Registranten entbehrlich machen können. Da der Organist beide Hände und Füße zum Spiel benötigt und nicht bei jedem Registerwechsel das Spiel kurz unterbrechen oder absetzen kann, übernimmt der Registrant diese Aufgabe. Je nach Anordnung der Registerzüge am Spieltisch und der zeitlichen Dichte der Umschaltungen können auch mehrere Registranten erforderlich sein.
Das so genannte Einregistrieren – also das Einrichten der zu spielenden Komposition auf die Disposition des verwendeten Instruments und die Festlegung von Registerwechseln – ist in der Regel nicht Aufgabe des Registranten, sondern obliegt dem ausführenden Organisten in der Vorbereitung. Er vermerkt die gewünschten Umregistrierungen im Notentext oder auf einem gesonderten Blatt, die der Registrant dann ausführt.

## Registrant als Beruf
Hauptberufliche Registrantenstellen in Festanstellung sind selten. Ein Beispiel dafür findet sich an der Müller-Orgel von St. Bavo in Haarlem. In der Regel werden andere Organisten oder Orgelschüler ehrenamtlich oder gegen geringes Entgelt als Registranten eingesetzt.

## Besondere Beispiele
Das Stück Fa-Si von Luciano Berio nennt als Besetzung einen Organisten und zwei Registranten.